# Rudl Eller

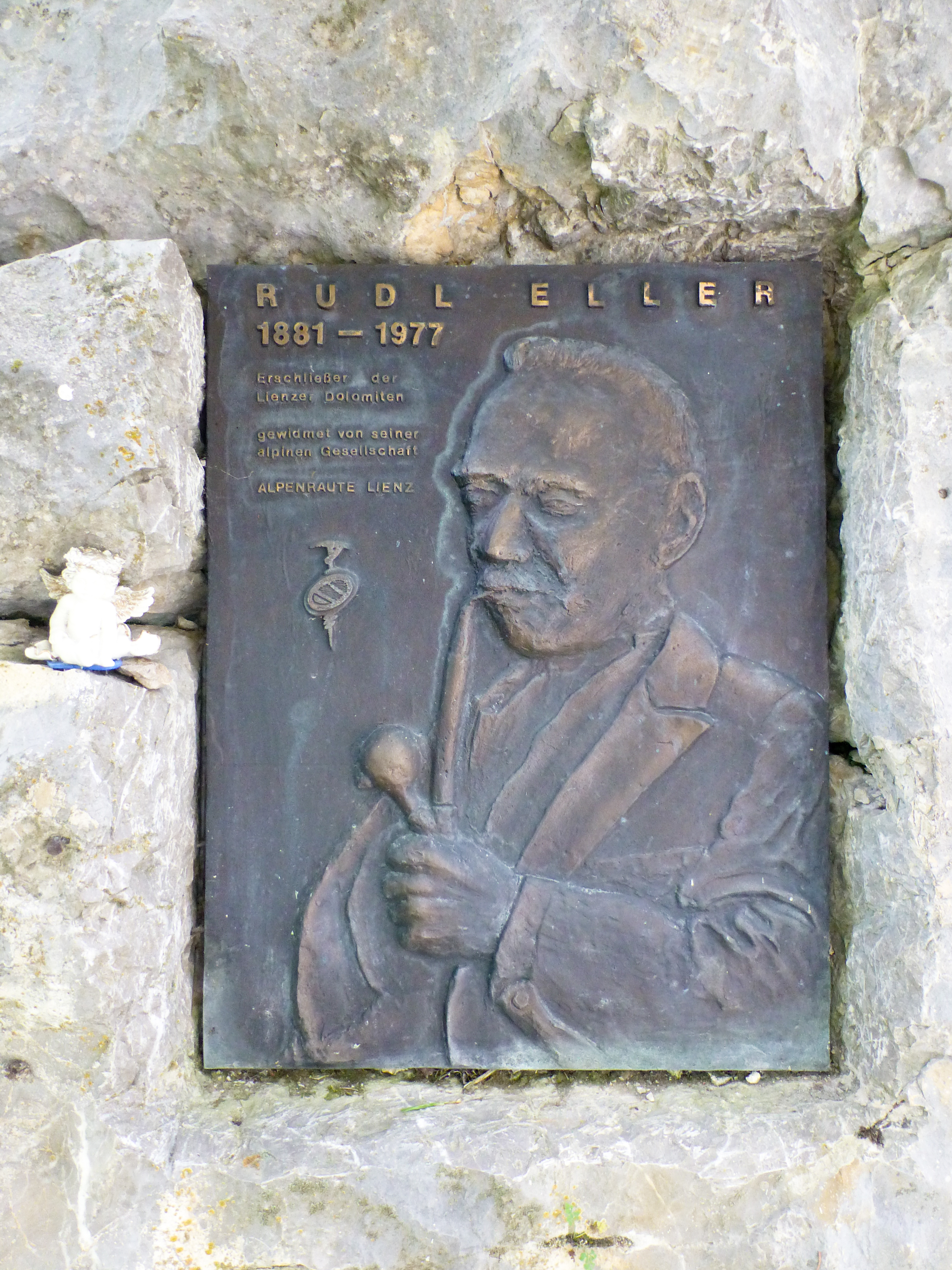
Gedenktafel für Rudl Eller an einem Felsen nahe der Dolomitenhütte an der Forststraße zur Karlsbader Hütte

Rudolf (Rudl) Josef Eller (* 18. Jänner 1882 in Lienz; † 18. September 1977 ebenda) war ein österreichischer Bergsteiger und einer der bedeutendsten Erschließer der Lienzer Dolomiten.
Eller wuchs in Lienz bei seiner Großmutter auf und erlernte den Beruf eines Buchdruckers. Insbesondere in den Jahren 1906 bis 1916 erschloss er zahlreiche schwierige Neurouten, vornehmlich in den Lienzer Dolomiten, aber auch etwa an der Bischofsmütze oder in den Dolomiten.
Bekannt wurde er als Erstbegeher der Dibonakante an der Großen Zinne (1908). Die meisten seiner Neutouren erschloss er im Alleingang.
Im Ersten Weltkrieg kämpfte Eller an der Dolomitenfront. Später arbeitete er nach langer Krankheit als Bergführer am Sellajoch. Während des Zweiten Weltkriegs und in den folgenden Jahren bewirtete er die Karlsbader Hütte.
Rudl Eller war Gründungsmitglied im Lienzer Alpenverein und der Alpinen Gesellschaft Alpenraute.
Der Ellerturm am Laserzkopf und der Rudl-Eller-Weg von der Dolomitenhütte über das Hohe Törl zur Karlsbader Hütte wurden nach Rudl Eller benannt.